# Land Rover Discovery Sport
La Land Rover Discovery Sport (nome in codice L550) è un SUV compatto prodotto dalla casa automobilistica britannica Land Rover dal 2015, che sostituisce la Freelander e fa parte della nuova famiglia Discovery. Il veicolo è stato presentato al Salone di Parigi 2014 per la sua prima mondiale ed è in vendita dall'inizio del 2015.

## Profilo e contesto

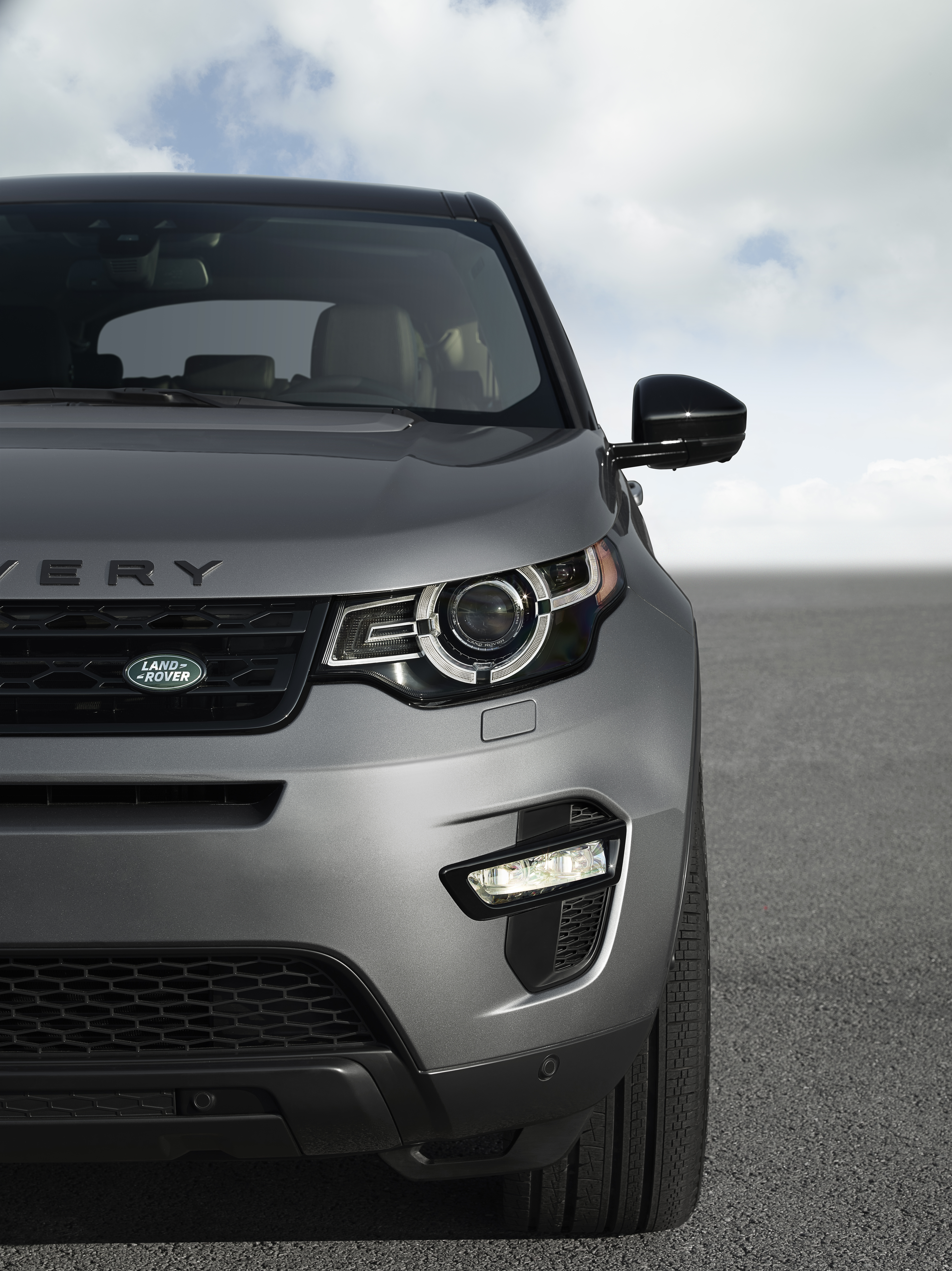
Dettaglio dell'anteriore di una Discovery Sport; notare i fari a LED anteriori, come quelli posteriori, con trama a "bussola"

Il primo membro di questa famiglia, la Discovery Sport, si presenta come un SUV compatto con prerogative votate alla versatilità. Infatti essa offre, in modo opzionale, una disposizione dei posti nello schema "5+2" su 3 file di sedili.
La Discovery Sport è stata disegnata da Jerry McGovern, che era responsabile per la progettazione del modello Freelander. McGovern ha lasciato Land Rover per la Ford nel 1999, prima di tornare come direttore del reparto Advanced Design nel 2004. È stato promosso a design director quando Geoff Upex, responsabile per la progettazione della Freelander 2, si ritirò nel 2006, ed è stato responsabile per la progettazione dei primi tre modelli del nuovo corso.
Il Discovery Sport vanta una monoscocca in acciaio, mentre il cofano motore, il tetto e il portellone posteriore sono realizzati in alluminio; il tetto apribile panoramico in vetro è disponibile come optional a seconda della variante del modello.
In alcuni mercati, il cofano è dotato di un'airbag per migliorare e attutire l'impatto con dei pedoni in caso di urto. L'airbag è montato in un pannello sul bordo posteriore del cofano e protegge la testa del pedone, che altrimenti colpirebbe la base del parabrezza.

### Interni

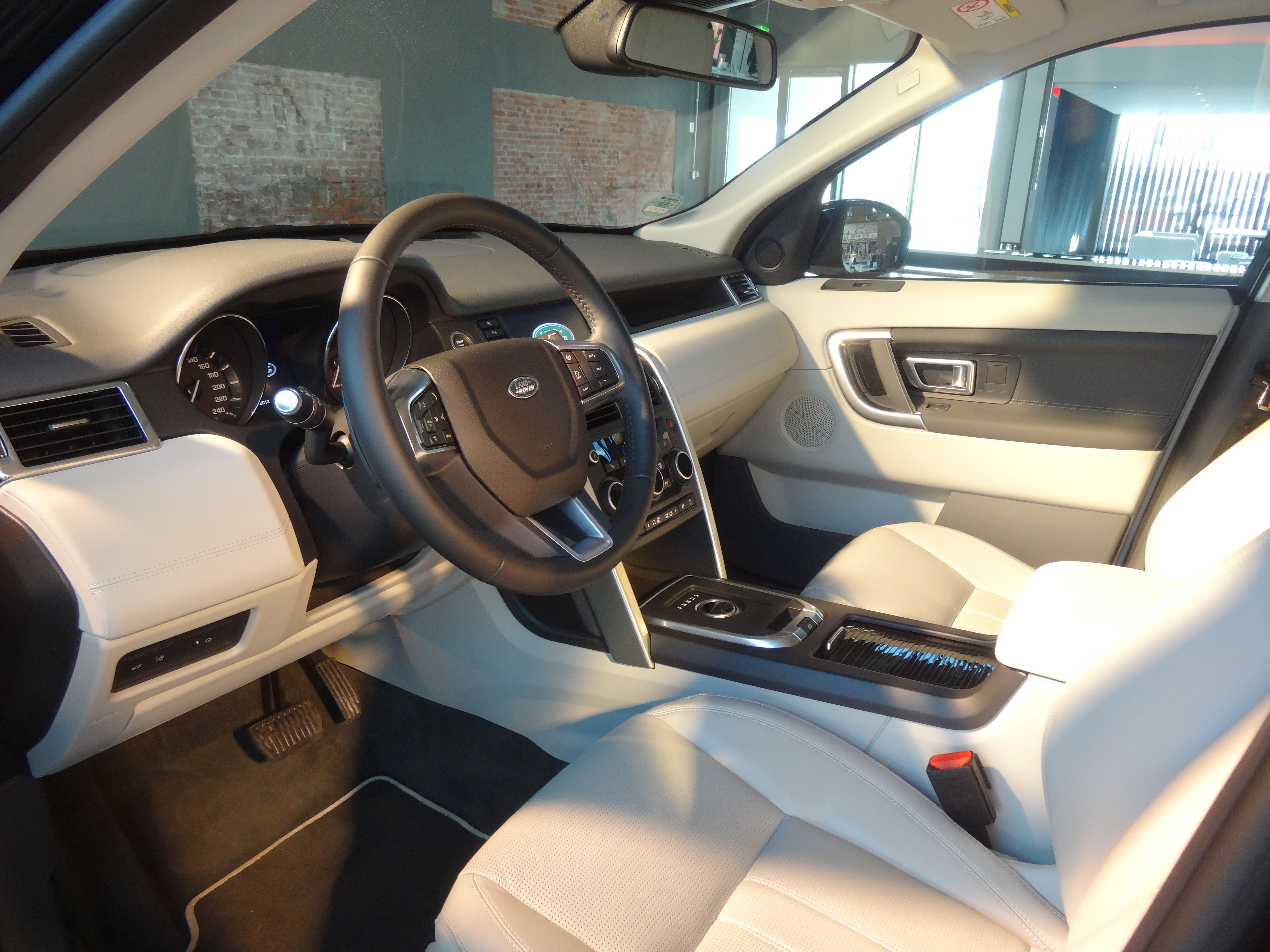
Interni di una Discovery Sport

L'interno è disponibile con sette posti (cinque più due), con la prima fila con due posti, tre sedili per la seconda fila e altri due per la terza. I sedili della seconda fila sono scorrevoli e si possono reclinare e piegare in configurazione 60:40, piegando in avanti per consentire l'accesso alla terza fila dei sedili. La terza fila di sedili è destinata all'utilizzo per bambini fino a 15 anni e per un uso occasionale di un adulto di media statura, sono ripiegabili nel pavimento del bagagliaio quando non in uso. Gli attacchi isofix per i seggiolini per bambini sono di serie.

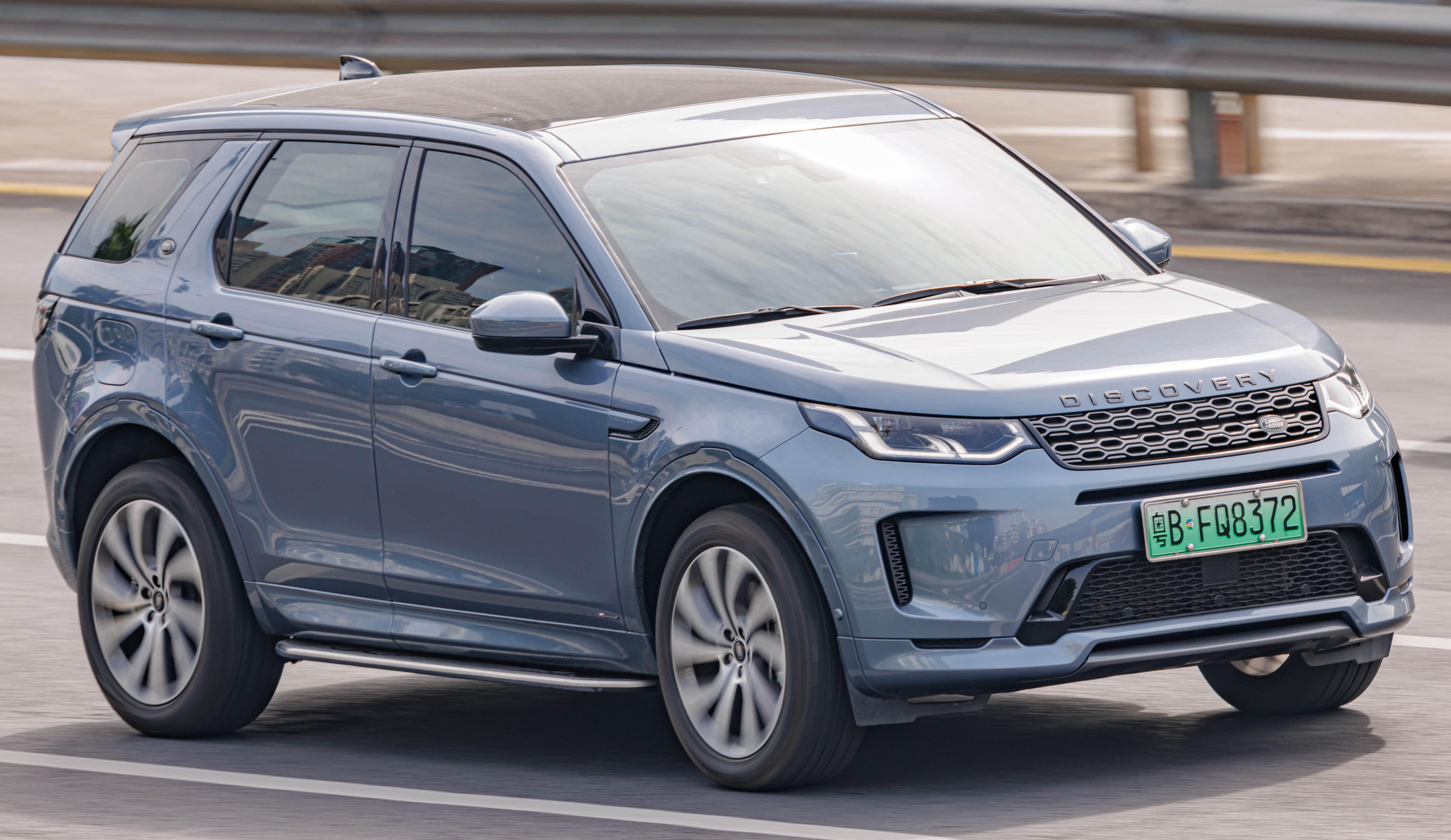
Restyling 2019

La consolle centrale è dotata di un display touch screen con diagonale da 8 pollici (20 cm) per accedere al sistema di navigazione satellitare e per le impostazioni del veicolo. Il sistema, condiviso con la Jaguar XE, permette la connettività con lo smartphone e in alcuni modelli permetterà al proprietario di controllare il veicolo da remoto, comandando il pre-riscaldamento dell'interno o lo sbloccaggio della vettura utilizzando un'applicazione per smartphone.

### Restyling
Il primo restyling, arrivato nel 2019, porta in dote la nuovissima piattaforma Jaguar Land Rover Premium Transverse Architecture (PTA) condivisa con la Jaguar E-Pace e la seconda generazione di Range Rover Evoque.
Nel 2023 subisce un secondo restyling.